# 힌두법
힌두법(힌디어: हिन्दू विधि)은 힌두인들, 특히 인더스 지역에 적용된 개인법(결혼, 채용, 상속 등)의 체계를 말한다.
현대의 힌두법은 그리하여 인도 국회(1950)에 의해 세워진 인도법의 부분이다.
1947년 인도의 독립 이전에는 힌두법은 대영 식민지 법체계의 부분을 형성하였고 1772년 총독 워렌 헤이스팅에 의해 공식적으로 구성되었다.
그는 정의의 행정을 위한 그의 계획을 선언하였는데 "상속, 결혼, 카스트와 다른 종교적인 관습과 법령, 모하메드인들에 대한 코란의 법과 젠투스에 대한 샤스터의 그것들에 관한 모든 경우는 고수되어야 한다."라는 것이었다.
대영제국에 의해 이행된 힌두법의 실체는 다르마샤스트라로 알려진 산스크리트 문헌의 초기 번역에서 나왔다.
그것은 종교적이고 법적인 의무에 관한 보고서(샤스트라)였다.
대영제국은 그러나 다르마샤스트라를 법전으로 오인하였고, 그들이 그렇게 하기로 선택할 때까지, 이들 산스크리트어 문헌이 양성의 법의 선언으로 사용되지 않았다는 것은 인식하지 못하였다.
더욱이, 다르마샤스트라는 법리학 즉, 실용적인 법에 관한 이론적인 회고라 불리는 것을 포함한다. 그러나 토지법 등은 포함하지 않는다.
그리하여 힌두 법의 다른 느낌은 다르마샤스트라 문헌에 기술되고 상상된 법적 체계이다.

## 같이 보기
- 비교 법학
- 다르마
- 신법
- 종교법
- 샤리아